# Georg N. Koskinas

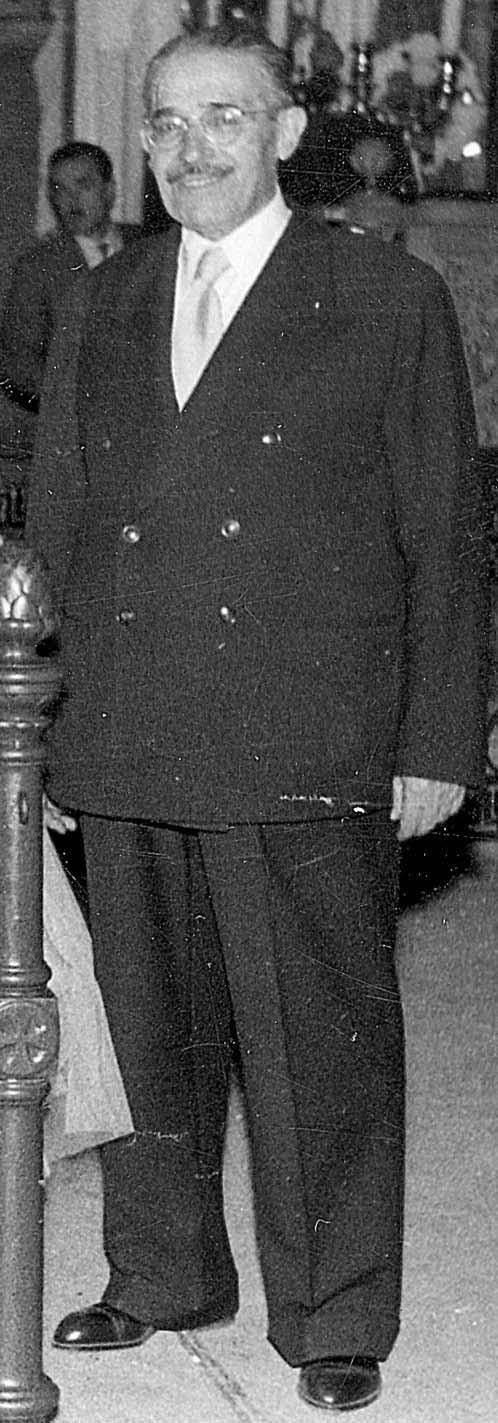
Georg Koskinas

Georg N. Koskinas (gr. Γεώργιος Κοσκινάς, ur. 1 grudnia 1885 w Geraki koło Sparty, zm. 8 lipca 1975 w Atenach) – grecki neurolog, neuroanatom i psychiatra. 

## Życiorys
Koskinas studiował medycynę na Uniwersytecie w Atenach i dyplom lekarza uzyskał w 1910 roku. Następnie pracował jako rezydent w Klinice Psychiatrii i Neurologii Szpitala Aiginiteion u Michela Catsarasa, który z kolei był uczniem Jeana-Martina Charcota. Między 1916 a 1927 rokiem pracował na Uniwersytecie Wiedeńskim jako neuropatolog i neuroanatom. W tamtejszym Instytucie Histologicznym uczył się u Heinricha Obersteinera i Ottona Marburga. W 1925 roku Koskinas opublikował razem z Constantinem von Economo atlas cytoarchitektoniki kory mózgowej, "Cytoarchitektonik der Hirnrinde des erwachsenen Menschen". Współpracował też z neuropatologiem Ernstem Sträusslerem w Klinice Psychiatrycznej Juliusa Wagnera-Jauregga nad leczeniem malarii i powikłaniami kiły trzeciorzędowej układu nerwowego. W 1927 powrócił do Grecji, gdzie założył prywatną klinikę w Kifissia, na północnych przedmieściach Aten.

## Wybrane prace
- Economo C, Koskinas GN. Die Cytoarchitektonik der Hirnrinde des erwachsenen Menschen. Textband und Atlas. Springer, Wien 1925
  - Economo C, Koskinas GN. Atlas of Cytoarchitectonics of the Adult Human Cerebral Cortex. Karger, Basel 2008
- Sträussler E, Koskinas G. Über den Einfluß der Malariabehandlung der progressiven Paralyse auf den histologischen Prozeß. "Wiener Medizinische Wochenschrift" 73, 783-787 (1923)
- Sträussler E, Koskinas G. Weitere Untersuchungen über den Einfluß der Malariabehandlung der progressiven Paralyse auf den histopathologischen Prozeß. "Zeitschrift für die Gesamte Neurologie und Psychiatrie" 97, 176-191 (1925)
- Sträussler E, Koskinas G. Über „kolloide“, „hyaline“ Degeneration und über „Koagulationsnekrose“ im Gehirn. "Zeitschrift für die Gesamte Neurologie und Psychiatrie" 100, 344-374 (1926)
- Sträussler E, Koskinas G. Über den spongiösen Rindenschwund, den Status spongiosus und die laminären Hirnrindenprozesse. "Zeitschrift für die Gesamte Neurologie und Psychiatrie" 105: 55-71 (1926)